# Cenzo Townshend
Pour les articles homonymes, voir Townshend.
Cenzo Townshend, né en 1963, est un producteur de musique, mixeur, et ingénieur du son anglais.
Townshend a collaboré aussi bien avec des groupes établis que des groupes plus méconnus tels que Hothouse Flowers, New Order, Sleeper, Kaiser Chiefs, The Cranberries, Snow Patrol, aussi bien que Echo and the Bunnymen.
Plus récemment Townshend a travaillé avec des groupes comme Bloc Party, Editors, The Pigeon Detectives, The Sunshine Underground Late of the Pier et Reverend & The Makers aux studios Olympic de Barnes, une banlieue de Londres.